# Armour Square

Situation d'Armour Square dans la ville de Chicago

Armour Square est l'un des 77 secteurs communautaires de la ville de Chicago aux États-Unis. Dans ce secteur se trouve le quartier de 
Chinatown.